# Salka Viertel
Salomea Sara "Salka" Viertel-Steuermann (Sambir, 15 juni 1889 – Klosters, 20 oktober 1978), was een Oostenrijks-Amerikaans acteur en scenarioschrijver.

## Jeugd
Salomea Sara (Mea) Steuermann groeide op in Oostenrijk-Hongarije in het stadje Sambir, tegenwoordig gelegen in oblast Lviv in Oekraïne. Zij was een dochter van Auguste en Joseph Steuermann. Haar vader was advocaat en langdurig burgemeester van Sambir, voordat het groeiend antisemitisme hem noodzaakte om af te treden. Zij was een zus van componist en pianist Eduard Steuermann, van de Poolse voetbalinternational Zygmunt Steuermann en van Rosa Steuermann, die in 1922 de acteur Josef Gielen huwde.

## Toneel
Haar debuut als acteur kreeg zij in het stadstheater van Pressburg. Daarna beperkte haar carrière zich aanvankelijk tot optredens in kleine kring. In 1911 speelde ze echter in het gezelschap van Max Reinhardt in Berlijn. Twee jaar later stond zij op de Neue Wiener Bühne en maakte in Wenen kennis met schrijver en regisseur Berthold Viertel, haar toekomstige echtgenoot. Het paar huwde in 1918.
Salka Viertel sloot zich in Hamburg aan bij het toneelgezelschap van het Große Schauspielhaus; later ging zij naar Düsseldorf. Berthold Viertel werkte in die periode met het door hem opgerichte collectief Die Truppe en voor de UFA.

## Hollywood
De familie Viertel zocht in 1928, op instigatie van Friedrich Wilhelm Murnau haar geluk in Hollywood. Berthold Viertel had op voorspraak van Murnau een contract als regisseur en scenarist bij 20th Century Fox gekregen. Ten gevolge van de politieke ontwikkelingen in Duitsland besloten zij langer in de Verenigde Staten te blijven, als in ballingschap. Volgens biograaf Donna Rifkind waren de Viertels daarmee onderdeel van "Hitlers cadeau aan Amerika" – vanuit heel Europa, in het bijzonder uit Duitstalige landen, ontvluchtten filmartiesten zijn regime, bijvoorbeeld ook de Oostenrijkse schrijver Vicki Baum. Net als de Amerikaanse universiteiten konden de studio’s van Hollywood in de jaren dertig, volgens Saunders, een stringente selectie doorvoeren, doordat de toenmalige emigrantenlijst wel een Who's Who van de Weimar filmstudio leek; hij plaatst Berthold Viertel direct achter enkele immigranten die hij als ongeëvenaard beschouwt.
In tegenstelling tot haar prestaties op de Duitse en Oostenrijkse planken oogstte Salka Viertel slechts bescheiden succes als filmacteur. Naar eigen zeggen – mogelijk vooral naar de mening van Max Reinhardt, die zij in New York gesproken had – was zij "knap noch jong genoeg" voor een carrière bij de film. Een uitzondering vormde de Duitse versie van Anna Christie, waarin ze op verzoek van haar vriendin Greta Garbo de rol van Marty overnam, die in het origineel door Marie Dressler gespeeld was.
Vervolgens wierp zij zich op als een soort mentor voor Garbo en werkte aan enkele draaiboeken voor haar mee, waaronder Queen Christina, Anna Karenina en Two-Faced Woman. Anderzijds mislukte het plan om samen met de eveneens in Amerikaanse ballingschap levende Bertolt Brecht een commercieel draaiboek voor Hollywood te schrijven.

## Salon
In Los Angeles woonden de Viertels aanvankelijk aan de Fairfax Avenue. Enige tijd later huurden zij een huis in de Mabery Road in Santa Monica, dat zij uiteindelijk kochten. Zij hadden in Europa tot de intelligentsia behoord en zetten deze rol voort. In Santa Monica verzorgde Salka Viertel een literaire salon, waar veel exilanten en prominente intellectuelen hun opwachting maakten. Vooral de zondagse theesoirees werden druk bezocht. Door de jaren heen ontvingen zij onder meer beroemdheden als Sergej Eisenstein, Charlie Chaplin, Arnold Schönberg, Christopher Isherwood, Hanns Eisler, Max Reinhardt, Aldous Huxley, Bertolt Brecht en Thomas Mann.

## Makelaar
De rol van Salka Viertel in Hollywood veranderde geleidelijk. Zo was zij in de jaren dertig allereerst actief in de fondsenwerving voor het ¡Que viva México!-project van Eisenstein. Ook introduceerde zij componist Franz Waxman bij James Whale en dientengevolge schreef Waxman zijn eerste Hollywood soundtrack, voor Whale's film Bride of Frankenstein. Gaandeweg begon Viertel te fungeren als zaakwaarnemer – onder meer voor Charles Boyer – door diverse mensen te helpen voet aan de grond te krijgen in de filmindustrie van Hollywood.

## Activisme
Daarnaast was zij in de jaren dertig en veertig betrokken bij de strijd tegen het nationaalsocialisme. Salka Viertel zette zich ook in voor mensen die, ondanks het gevaar dat zij liepen, nog noodgedwongen in Europa bleven. Zij hielp producer Paul Kohner met de oprichting van het European Film Fund, dat bemiddelde bij het sluiten van contracten met belangrijke studio's in Hollywood. Via dit fonds kregen artiesten als de Duitse schrijver Leonhard Frank, Heinrich Mann, de Oostenrijkse schrijver en journalist Alfred Polgar, de Duitse satirisch schrijver Walter Mehring en Oostenrijkse schrijver Friedrich Torberg noodvisa, zodat zij aan de nazi's konden ontsnappen.
In de begindagen van de Koude Oorlog, tijdens het McCarthyisme in Amerika, viel Viertel onder de scenarioschrijvers in Hollywood, die van communistische sympathieën verdacht werden, door haar hulp aan vluchtelingen uit Europa – ongeacht hun politieke voorkeur – en belandde op de zwarte lijst, waardoor zij er niet meer aan werk kwam.

## Nadagen

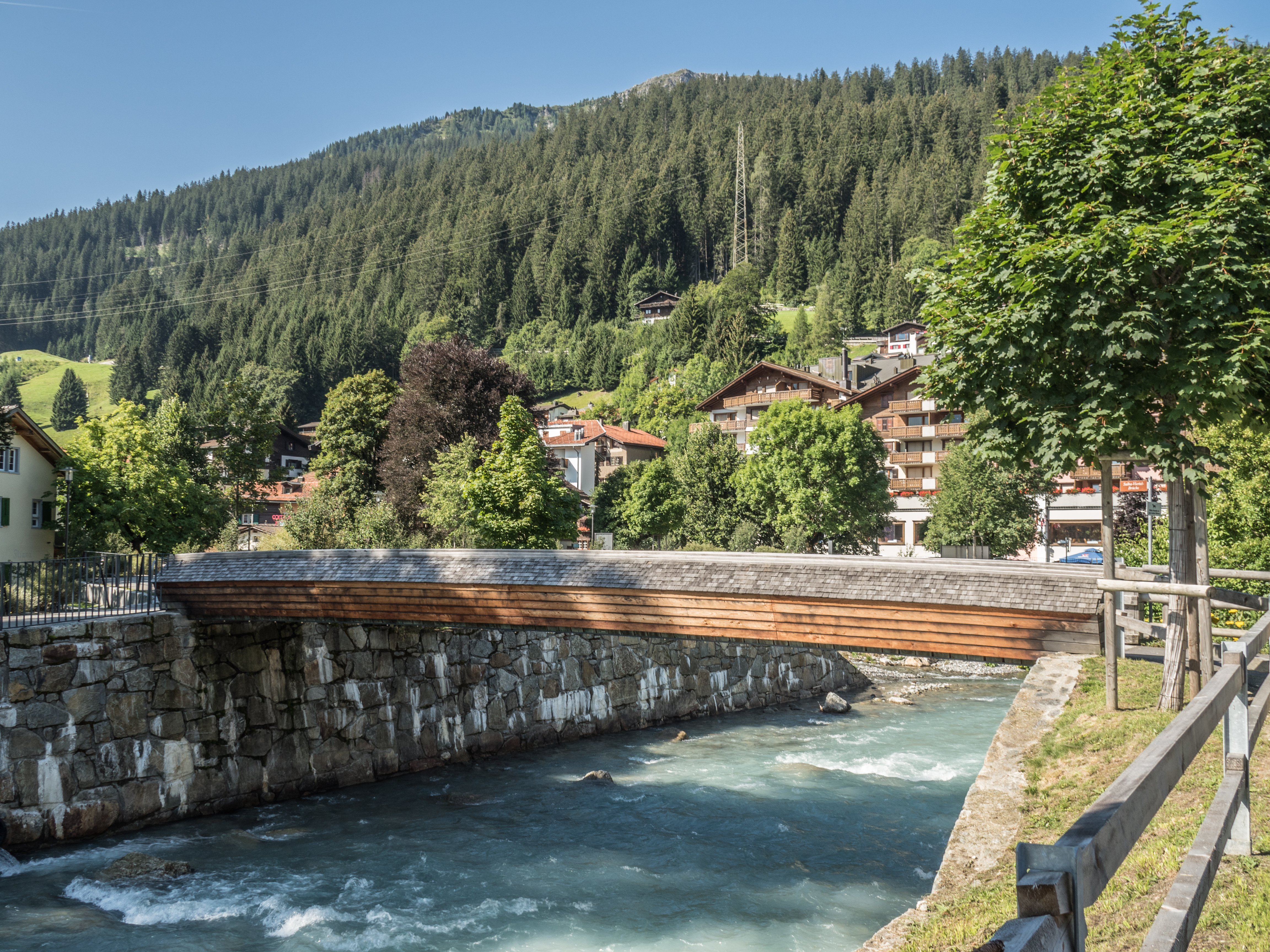
Salka-Viertel-brug over de rivier de Landquart in Klosters

Na haar echtscheiding in 1947 ging Salka Viertel eerst in Brentwood wonen. Haar moeder stierf in 1952 in Viertels huis in Santa Monica. Het jaar erna – na de terechtstelling van Julius en Ethel Rosenberg medio juni – emigreerde ze naar Zwitserland, waar zij zich in Klosters vestigde. In die eerste jaren terug in Europa werkte ze mee aan enkele Europese films. In 1978 overleed zij in Klosters. Later betrok haar zoon Peter het huis met zijn tweede vrouw, Deborah Kerr.

## Trivia
In Klosters is een brug naar Salka Viertel vernoemd.

## Biografieën
Salka Viertels autobiografie The Kindness of Strangers is in 1969 gepubliceerd.
In de 21e eeuw lijkt de belangstelling voor Salka Viertel te herleven. Zowel Núria Añó als Donna Rifkind schreven in 2020 een biografie over haar. Hun werken werden voorafgegaan door die van Nicole Nottemann (2011) en Katharina Prager (2007). Opvallend is dat Añó en Rifkind lijnrecht tegenover elkaar staan inzake de vermeende biseksualiteit van Viertel en de door sommigen geponeerde stelling dat zij een langdurige liefdesrelatie onderhield met Garbo.

## Filmografie
Acteur
- Seven Faces (1929), rol van Catherina de Grote[noot 8]
- Anna Christie (1930), rol van Marty Owens
- The Mask Falls (Die Maske fällt) (1931) onder regie van William Dieterle[noot 9]
- The Sacred Flame (1931) onder regie van William Dieterle en Berthold Viertel[noot 10]

Scenarioschrijver
- Queen Christina (1933)
- The Painted Veil (1934)
- Anna Karenina (1935)
- Conquest (1937)
- Two-Faced Woman (1941)
- Deep Valley (1947)
- Loves of Three Queens (L’Amante di Paride) (1954)
- Prisoner of the Volga (I Batalliere del Volga) (1958)